# 座頭市 (1989年の映画)
『座頭市』（ざとういち）は、1989年2月4日に松竹で封切り公開された日本映画。
勝新太郎主演で製作された最後の座頭市作品。勝は脚本・製作・監督を兼任。制作当時、日本社会はバブル景気で、映画に投資を行う企業は多かった。こうしたなか、J trip barなどを経営する「三倶」から制作を持ちかけられ、松竹が配給するという形で企画は始動した。

## ストーリー
十手持ちをからかって3日間の牢入りと百叩きの刑を受けた盲目の按摩・座頭市は、知り合いの儀肋を頼って銚子のとある漁村に辿り着く。近隣を取り仕切るのは、地域一体を監督し絶大な権力を有する八州取締役に近づき、地盤を確固たるものにせんとする極道・五右衛門。五右衛門は大親分の叔父を殺し、一家を乗っ取って八州取締役と組む。
市は儀肋の言に従い地元の賭場へ出向き、そこで同じ牢の囚人・鶴と再会する。鶴が巻き上げられた金を取り戻した市は五右衛門一家と揉め事を起こすが、女親分菩薩のおはんの執り成しによってその場は治まり、その後、五右衛門が放った刺客達を返り討ちにしながら旅を続ける。その旅の道中で市は凄腕の浪人と知り合い、意気投合。また鶴とも再会し、彼が座頭たちの杖となる事を選んだと知って大いに喜ぶ。やがて市は孤児を集め育てる少女おうめと知り合い、この少女に母の面影をみて心を通わせ、彼女の下に逗留する。しかし五右衛門一家は浪人を雇い入れてしまい、逡巡する浪人は市に一緒に旅に出ようと誘いをかけるが、市はその時は浪人の方から声をかけて欲しいと約束して別れてしまう。
おうめの暮らす宿場は、五右衛門一家と対立する赤兵衛一家の親分・赤兵衛によって支配されていた。五右衛門、八州取締役との対立が水面下で深まる中、赤兵衛は市の腕を見込み、用心棒として雇おうとするが、市はその手に乗らなかった。だが接待用の献上品とされたおうめを救うために市が八州取締役を始末した朝、赤兵衛が市を取り込もうとした事を知った五右衛門によって、宿場を巻き込んだやくざの出入りが勃発する。そしてその戦いに五右衛門が勝利した時、ついに座頭市が現れ、壮絶な戦いの幕が切って落とされた。

## スタッフ
- 監督：勝新太郎
- 製作者：勝新太郎、塚本ジューン・アダムス
- プロデューサー：塚本潔、真田正典
- 原作：子母沢寛
- 脚本：勝新太郎、中村努、市山達巳
- 脚色：中岡京平
- 撮影：長沼六男
- 照明：熊谷秀夫
- 音楽：渡辺敬之
- 美術：梅田千代夫
- 編集：谷口登司夫
- 録音：堀内戦治
- 音響効果：帆苅幸雄
- スチール：金田正、大谷栄一
- 監督補：南野梅雄
- 助監督：猪崎宣昭
- 主題曲：JOHNNY「THE LONER」
- 題字：日比野克彦
- 殺陣：久世浩
- 特殊造型：江川悦子、大池しおり、佐和一弘、寺田高士
- 現像：東京現像所

## キャスト
- 座頭市：勝新太郎

五右衛門一家
- 五右衛門：奥村雄大
- 菩薩のおはん：樋口可南子
- 大親分：田武謙三
- 仁：蟹江敬三
- 車助左衛門：ジョー山中
- 用心棒：安岡力也

赤兵衛一家
- 赤兵衛：内田裕也
- 源太：江幡高志

その他
- 八州取締役：陣内孝則
- 儀肋：三木のり平
- 浪人：緒形拳
- おうめ：草野とよ実
- 鶴：片岡鶴太郎
- 庄屋：多々良純
- 岡っ引き：梅津栄
- 旅の按摩：川谷拓三
- 松村和子、堀田真三、長谷川恒之、上田耕一、金子研三、根岸一正、深作覚、森岡隆見、粟津號、堺左千夫、松本朝生、相原巨典、楠田薫、吉中六、うえずみのる、水森コウ太、片岡みえ、青柳文太郎、立木文彦、小池雄介、沼崎悠、加地健太郎、久遠利三、久保晶、幸田宗丸、伴直弥、大木正司、草薙良一、藤江リカ、姫ゆり子 ほか

## 製作
勝は『座頭市』シリーズを支えてきた中村努、真田正典、南野梅雄といった旧知のスタッフを招集。
1988年（昭和63年）正月明けから始まった企画は、勝が脚本作りを何度も振り出しに戻すうちに、半年を浪費するに及んで、ついに松竹は企画打ち切りの意向を伝えてきた。慌てた中村努は勝を説得し、形ばかりの脚本を松竹に提出し、なんとか制作に入ることとなった。ストーリーはすべて勝のイメージを中村努が後付けで文章にまとめる形で進められた。
しかし、テレビシリーズ最後まで制作現場としてきた旧大映の京都撮影所は数年前にマンションとなり、東京のにっかつ撮影所での制作となった。息の合う撮影スタッフはスケジュール上の都合で揃えることが出来ず、東京の映画スタッフを急遽集めなければならなかった。また貸しスタジオのためパーマネントセットが組めず、撮影のたびに壊さなければならなかった。このなか映画の現場に不慣れな美術デザイナーは、巨大な博打場のセット（文化財家屋をモデルに使った）を組んでしまい、維持管理に莫大な予算を使い、このセットだけで5000万円を費やすこととなった。
「勝プロ」時代から、勝の映画作りは完全なワンマン体制で、勝のイメージがすべてに先行し、脚本は全く無視され、撮影ではアドリブでその場で演出が変わるのが恒例だった。旧来のスタッフはこれを熟知していたが、その他の新規スタッフは戸惑うばかりで撮影は円滑に進まなかった。
東京を本拠としたため、ロケ場所の選定もひと苦労だった。アドリブ主体の勝の撮影に対応した機材資材一切をトラック隊に積み、青森から広島まで、全国をロケ隊が回った。勝の意向で片岡鶴太郎はロケが突然中断されて別日に変更され、このため出演部分の撮影が遅れてしまい、ついにはレギュラー番組の出演を1回休むこととなった。

## みろくの里セット
物語の主要部分であるラストの大立ち回りなどを撮影するため、広島県福山市沼隈半島の沼隈郡沼隈町（現・藤江町）みろくの里に総工費3億円を費やして江戸時代の大規模な宿場町のオープンセットを建設した。当地の雑木林を切り倒し、大型ブルドーザーで堀搾作業を行い、6ヶ月かけ、延べ3000人で40棟の建物を建設した。何年も風雪に耐えてきた感じを出すため、建物に使った木材は一本一本焼き、塗料で汚し、小刀で丸みを入れるなど凝りに凝った。勝監督はあまりの出来ばえにビックリし、「一歩足を踏み入れた途端、300年も前からここに宿場町があったような気がした。全てが本物でこのような完成度の高いセットでニセモノでない映画を作ることが、この映画に投資してくれた人たち、映画を観てくれる観客に応えることになるだろう」と話した。当地での撮影は、全編の3分の1が終了した1988年12月8日から1999年1月中旬まで行われた。当セットは撮影終了後、取り壊す予定だったが、あまりの出来ばえに存続が決まり、「みろくの里映画村」としてその後も整備が進み、以降、多くの作品が撮影されている。

### 撮影
みろくの里での撮影中の1988年12月26日、殺陣のリハーサル中、俳優Aの持っていた日本刀（真剣）が子分役の俳優の首に刺さり死亡する事故が起きる。Aに真剣を持たせたのは助監督で、時代劇経験のない、急遽集められたスタッフの一人だった。「真剣の使用における安全管理の問題」「重大事故の発生にもかかわらず撮影を続行する製作姿勢」などが問題視され、一大スキャンダルとして報道された。
1989年1月18日にようやくクランクアップした後、2月4日の封切りに、最終作業を間に合わないとみた松竹は公開延期を申し入れてきた。しかしここでついに大映時代からのスタッフの実績が発揮されることとなった。事件報道の集中砲火を浴びて満身創痍の勝は得意の三味線を即興演奏して劇中に盛り込み、徹夜を重ねたスタッフは見事にフィルムをまとめ上げた。事故が大々的に報じられたのがいい宣伝となり、「座頭市」シリーズで最大の観客動員と配給収入となった。